# Karel Ančerl Gold Edition
Karel Ančerl Gold Edition je řada reedic nahrávek, které český dirigent Karel Ančerl natočil s Českou filharmonií, publikovaná vydavatelstvím Supraphon v letech 2002–2005. Za tento komplet získal Supraphon v roce 2006 jednu z nejprestižnějších cen v oblasti hudebních nahrávek, Grand Prix du Disque de l'Académie Charles Cros

## Seznam disků
- SU 3661-2 011	Ančerl Gold 1 Smetana, B. Má vlast /ČF/K.Ančerl
- SU 3662-2 011	Ančerl Gold 2 Dvořák, A. Symfonie č. 9 Z Nového světa, V přírodě, Othello /ČF/K.Ančerl
- SU 3663-2 011	Ančerl Gold 3 Mendelssohn-Bartholdy, F./Bruch, M./Berg, A. Koncerty pro housle a orchestr / Suk, ČF
- SU 3664-2 011	Ančerl Gold 4 Musorgskij, M.P./Borodin, A.P./Rimskij-Korsakov, N.A Obrázky z výstavy-Noc na Lysé hoře-Ve střední Asii-Španělské capriccio /ČF/K.Ančerl
- SU 3665-2 011	Ančerl Gold 5 Stravinskij, I. Petruška, Svěcení jara /ČF/K.Ančerl
- SU 3666-2 011	Ančerl Gold 6 Mahler, G./Strauss, R. Symfonie č. 1 - Enšpíglova šibalství / ČF/K.Ančerl
- SU 3667-2 911	Ančerl Gold 7 Janáček, L. Glagolská mše, Taras Bulba /L.Domanínská, V.Soukupová, B.Blachut, E.Haken, PFS/ Veselka /ČF/K.Ančerl
- SU 3668-2 011	Ančerl Gold 8 Dvořák, A./Suk, J. Koncert a Romance pro housle a orchestr - Fantazie pro housle a orchestr /J.Suk/ČF/K.Ančerl
- SU 3669-2 011	Ančerl Gold 9 Brahms, J./Beethoven, L.v. Symfonie č. 1 c moll - Symfonie č. 1 C dur/ČF/K.Ančerl
- SU 3670-2 011	Ančerl Gold 10 Prokofjev, S. Symfonie č. 1 D dur, Koncerty pro klavír a orchestr č. 1 a 2 /S.Richter, FOK/D.Baloghová, ČF/K.Ančerl
- SU 3672-2 901	Ančerl Gold 12 Martinů, B. Koncert pro klavír a orchestr č. 3, Kytice /J.Páleníček, L.Domanínská, S.Červená, Pražsky filharmonický sbor / J.Kühn, KDS/ČF/K.Ančerl
- SU 3671-2 011	Ančerl Gold 11 Kabeláč, M./Hanuš, J. Mysterium času - Hamletovská improvizace - Koncertantní symfonie /ČF/K.Ančerl
- SU 3673-2 212	Ančerl Gold 13 Dvořák, A. Rekviem /ČF/K.Ančerl
- SU 3674-2 211	Ančerl Gold 14 Stravinskij, I. Oidipus Rex, Žalmová symfonie /PFS/J.Veselka /ČF/K.Ančerl
- SU 3675-2 001	Ančerl Gold 15 Brahms, J. Koncert pro klavír d moll, Tragická předehra /E.Then-Bergh/ČF/K.Ančerl
- SU 3676-2 011	Ančerl Gold 16 Prokofjev, S. Romeo a Julie, Péťa a vlk /E.Shilling /ČF/K.Ančerl
- SU 3677-2 011	Ančerl Gold 17 Ravel, M. /Lalo, E./Hartmann, K.A. Tzigane-Španělská symfonie-Smuteční koncert /I.Haendelová, A.Gertler /ČF/K.Ančerl
- SU 3678-2 001	Ančerl Gold 18 Mozart, W.A./Voříšek, J.H.V. Koncerty - Symfonie D dur /ČF/K.Ančerl
- SU 3679-2 011	Ančerl Gold 19 Dvořák, A. Symfonie č. 6 D dur, Můj domov, Husitská, Karneval /ČF/K.Ančerl
- SU 3680-2 001	Ančerl Gold 20 Čajkovskij, P.I. Koncert pro klavír a orch. b moll, Italské capriccio, Slavnostní předehra /S.Richter/ČF/K.Ančerl
- SU 3681-2 212	Ančerl Gold 21 Vycpálek, L./Mácha, O. České requiem - Variace pro orchestr na téma a smrt J. Rychlíka /M.Řeháková, M.Mrázová, T.Šrubař/ČF/K.Ančerl
- SU 3682-2 011	Ančerl Gold 22 Bartók, B. Koncerty pro housle a orchestr /A.Gertler, E.Bernáthová/ČF/K.Ančerl
- SU 3683-2 001	Ančerl Gold 23 Šostakovič, D. Symfonie č. 7 Leningradská/ČF/K.Ančerl
- SU 3684-2 011	Ančerl Gold 24 Janáček, L./Martinů, B. Sinfonietta - Fresky Piera della Francesca, Paraboly / ČF/K.Ančerl
- SU 3685-2 001	Ančerl Gold 25 Beethoven, L.van Symfonie č. 5, Koncert pro klavír a orch.č.4, Romance pro housle a orch. č. 2 /J.Páleníček, D.Oistrach/ČF/K.Ančerl
- SU 3686-2 011	Ančerl Gold 26 Bartók, B. Koncert pro orch., Koncert pro violu a orch. /J.Karlovský/ČF/K.Ančerl
- SU 3687-2 011	Ančerl Gold 27 Bloch, E. Šelomo / Schumann, R. Koncert pro violocello a orch. / Respighi, O. Adagio con variazioni /A.Navarra/ČF/K.Ančerl
- SU 3688-2 001	Ančerl Gold 28 Novák, V. V Tatrách / Slavický, K. Moravské taneční fantazie, Rapsodické variace /ČF/K.Ančerl
- SU 3689-2 011	Ančerl Gold 29 Předehry - Mozart / Beethoven / Wagner / Smetana / Glinka / Berlioz / Rossini / Šostakovič / Weber /ČF/K.Ančerl
- SU 3690-2 011	Ančerl Gold 30 Hindemith, P. Koncert pro housle a orchestr, Koncert pro violoncello a orchestr / Bořkovec, P. Koncert pro klavír a orchestr č. 2 /A.Gertler, P.Tortelier, A.Jemelík/ČF/K.Ančerl
- SU 3691-2 011	Ančerl Gold 31 Brahms, J. Dvojkoncert a moll, op. 102, Symfonie č. 2 /J.Suk, A.Navarra, ČF/K.Ančerl
- SU 3692-2 211	Ančerl Gold 32 Stravinskij, I. Svatba (Les Noces), Kantáta, Mše /PFS,
- SU 3693-2 011	Ančerl Gold 33 Mahler, G. Symfonie č. 9 D dur /ČF/K.Ančerl
- SU 3694-2 001	Ančerl Gold 34 Martinů, B. Symfonie č. 5 a 6 (Symf. fantazie), Památník Lidicím /ČF/K.Ančerl
- SU 3695-2 901	Ančerl Gold 35 Vycpálek, L. Kantáta o posledních věcech člověka, Ostrčil, O. * Suita c moll /sólisté, PFS, P.Kühn /ČF/K.Ančerl
- SU 3696-2 911	Ančerl Gold 36 Prokofjev, S. Alexandr Něvský. Kantáta, Symfonie - koncert pro violoncello a orch. /V.Soukupová, A.Navarra, PFS, J.Veselka/ČF/K.Ančerl
- SU 3697-2 001	Ančerl Gold 37 Krejčí, I. Serenáda, Symfonie č. 2 /Pauer, J. Koncert pro fagot /K.Bidlo, ČF/K.Ančerl
- SU 3698-2 001	Ančerl Gold 38 Mozart, W.A. Koncerty pro klavír K. 488, K. 271, lesní roh, H.Czerny-Stefanska, H.Steurer, M.Štefek/ČF/K.Ančerl
- SU 3699-2 011	Ančerl Gold 39 Šostakovič, D. Symfonie č. 1 a 5 /ČF/K.Ančerl
- SU 3700-2 011	Ančerl Gold 40 Burghauser, J. Sedm reliéfů / Dobiáš, V. Symfonie č. 2 /
- SU 3701-2 001	Ančerl Gold 41 Hanuš, J. Sůl nad zlato, Symfonie č. 2 /ČF/K.Ančerl
- SU 3702-2 011	Ančerl Gold 42 Liszt, F Preludia / Bárta, L Koncert pro violu / Šostakovič, D. Koncert pro violoncello /J.Karlovský, M.Sádlo, ČF/K.Ančerl
- SU 3702-2 011 Ančerl Gold 43 Shrnutí – Skladatelská tvorba Ančerlových současníků : 4CD – CD*1: Britten: Průvodce mladého člověka orchestrem (Variace a fuga na Purcellovo téma) 1963; Eric Shilling – mluvené slovo, Hurník: Čtvero ročních dob, 1954, Hurník: Ondráš. Hudba k baletu, 1956; CD*2: Dobiáš: Buduj vlast, posílíš mír (Československá polka – kantáta na slova F. Halase), 1951, Kapr: V sovětské zemi. Kantáta, 1951, Kalaš: Slavík a růže. Symf. pohádka podle O. Wilda, 1960; CD*3: Kalabis: Houslový koncert, 1962, Seidel: Hobojový koncert, 1956, Jirko: Klavírní koncert č. 3, 1961; CD*4: Eben: Klavírní koncert, 1963 Bořkovec: Symfonie č. 2, 1957